# Dolphins F.C. (Port Harcourt)
El Dolphins Port Harcourt FC fue un club de fútbol de Nigeria que jugó en la Liga Premier de Nigeria, la categoría mayor de fútbol en el país. 

## Historia
Fue fundado en el año 1988 en la ciudad de Port Harcourt y era conocido hasta el 2001 como Eagle Cement y sus partidos los jugaba en la ciudad de Calabar. Descendieron en el 2007, pero un año después regresaron a la Liga Premier.
Al finalizar la temporada 2015 el club se fusiona junto con el Sharks FC para crear al Rivers United FC con el fin de tener a un representante fuerte de la ciudad de Port Harcourt, por lo que el equipo desaparece.

## Palmarés

### Torneos nacionales (10)
- Liga Premier de Nigeria (3): 1997, 2004, 2011
- Copa de Nigeria (4): 2001, 2004, 2006, 2007
- Segunda División de Nigeria (3): 1994, 2002, 2008/09

### Torneos internacionales (0)
- Subcampeón de la Copa Confederación de la CAF (1): 2005

## Participación en competiciones de la CAF
| Temporada | Torneo                       | Ronda          | Club                   | Casa  | Visita | Global      |
| --------- | ---------------------------- | -------------- | ---------------------- | ----- | ------ | ----------- |
| 1998      | Liga de Campeones de la CAF  | 1              | AS Vita Club           | 4-1   | 0-2    | 4-3         |
| 1998      | Liga de Campeones de la CAF  | 2              | Petro Atlético         | 2-0   | 1-0    | 3-0         |
| 1998      | Liga de Campeones de la CAF  | Fase de grupos | Dynamos FC             | 0-1   | 0-3    | 4.º lugar   |
| 1998      | Liga de Campeones de la CAF  | Fase de grupos | ES Sahel               | 2-1   | 0-5    | 4.º lugar   |
| 1998      | Liga de Campeones de la CAF  | Fase de grupos | Hearts of Oak SC       | 1-0   | 0-1    | 4.º lugar   |
| 2002      | Recopa Africana              | 1              | AS Police              | 1-0   | 0-2    | 1-2         |
| 2005      | Liga de Campeones de la CAF  | Preliminar     | Renacimiento FC        | 3-0   | 0-1    | 3-1         |
| 2005      | Liga de Campeones de la CAF  | 1              | Hearts of Oak SC       | 4-0   | 1-2    | 5-2         |
| 2005      | Liga de Campeones de la CAF  | 2              | ASEC Mimosas           | 1-0   | 0-1    | 1-1 (3-5 p) |
| 2005      | Copa Confederación de la CAF | 3              | Supersport United FC   | 4-1   | 2-2    | 6-3         |
| 2005      | Copa Confederación de la CAF | Fase de grupos | Al-Mokawloon           | 2-1   | 1-0    | 1.er lugar  |
| 2005      | Copa Confederación de la CAF | Fase de grupos | Ismaily SC             | 0-0   | 1-1    | 1.er lugar  |
| 2005      | Copa Confederación de la CAF | Fase de grupos | FC 105 Libreville      | 3-0   | 3-2    | 1.er lugar  |
| 2005      | Copa Confederación de la CAF | Final          | FAR Rabat              | 1-0   | 0-3    | 1-3         |
| 2007      | Copa Confederación de la CAF | 1              | Banjul Hawks FC        | 3-2   | 0-0    | 3-2         |
| 2007      | Copa Confederación de la CAF | 2              | Hassania Agadir        | 1-0   | 0-1    | 1-1 (5-3 p) |
| 2007      | Copa Confederación de la CAF | 3              | Maranatha FC           | 2-0   | 2-1    | 4-1         |
| 2007      | Copa Confederación de la CAF | Fase de grupos | Kwara United           | 2-0   | 0-0    | 2.º lugar   |
| 2007      | Copa Confederación de la CAF | Fase de grupos | Al-Merrikh SC          | 3-0   | 1-6    | 2.º lugar   |
| 2007      | Copa Confederación de la CAF | Fase de grupos | Ismaily SC             | 2-0   | 0-1    | 2.º lugar   |
| 2008      | Copa Confederación de la CAF | 1              | Casa Sport             | 2-1   | 0-0    | 2-1         |
| 2008      | Copa Confederación de la CAF | 2              | Asante Kotoko          | 2-0   | 1-4    | 3-4         |
| 2012      | Liga de Campeones de la CAF  | Preliminar     | Sony Elá Nguema        | 3-0   | 3-0    | 6-0         |
| 2012      | Liga de Campeones de la CAF  | 1              | Cotonsport Garoua      | 2-1   | 0-1    | 2-2 (a)     |
| 2015      | Copa Confederación de la CAF | Preliminar     | Leones Vegetarianos CF | 1-0   | 0-1    | 1-1 (5-3 p) |
| 2015      | Copa Confederación de la CAF | 1              | Club Africain          | w.o.1 | w.o.1  | w.o.1       |

1- Dolphins FC no se presentó a tiempo al partido de ida y fue eliminado del torneo.

## Jugadores

### Jugadores destacados
| - Ahmed Abdulrahman - Robert Akaruye - Uche Akubuike - Yakubu Attah - Oluwagbenga Awonisi - Austin Brown - Albert Chinwo - Samuel Edache - Effosa Eguakon - Captain Ejindu - Chijioke Ejiogu - Joe Eyimofe | - Victor Ezeji - Endurance Idahor - Christopher Kanu - Isaac Mbika - Jide Michael - Haruna Musa - Prince Nnake - Obinna Nnodim - Chidi Odiah - Iyasere Odili - Ochuko Ojobo - Anthony Okemiri | - Sule Okiri - Abayomi Olorunda - Kelechi Osunwa - Igho Otegheri - Samaila Suleiman - Sunday Charles - Uduak Udofia - John Waller - Kingsley Williams - Akeem Yakubu |